# Hiranyakeshi
Der Hiranyakeshi ist ein linker Nebenfluss des Ghataprabha, der wiederum ein rechter Nebenfluss der Krishna ist. 
Er entspringt im Distrikt Sindhudurg von Maharashtra in Indien.

## Etymologie
Der Fluss ist nach dem Hiranyakeshi-Tempel benannt. Hiranyakeshi ist Sanskrit für „eine mit goldenem Haar“ und bezieht sich auf die Tempelgöttin Parvati.

## Verlauf
Die Gesamtlänge des Flusses beträgt 88,5 km. Die Quelle liegt beim Hiranyakeshi-Tempel des Bergdorfs Amboli. Im Tempelgebäude gibt es Grotten, aus denen das Wasser hervorquillt. Er fließt über Jakatwadi ins Dekkan-Plateau, unterquert den State Highway 121 unter der Victoria Jubilee Bridge und fließt dann in nordöstlicher Richtung nach Ajra im Distrikt Kolhapur von Maharashtra.
Kurz vor Ajra gibt es den fünf Meter hohen Ramteerth-Wasserfall mit dem nahegelegenen Ramteerth-Tempel. Entlang dem State Highway 134 fließt der Hiranyakeshi in den Distrikt Belagavi von Karnataka. Beim Dorf Sankeshwar biegt er in südöstliche Richtung ab, bevor er in den Ghataprabha mündet.

## Bewässerung
Die Regierung von Maharashtra hat zwei Stauwehre mit den Namen Dabhil Weir und Devarde Weir errichtet, die zur Bewässerung genutzt werden.

## Ökologie
Die Gegend bei der heiligen Quelle ist ein Naturschutzgebiet, in dem unter anderem Strobilanthes callosus und Melastoma malabathricum (Indischer Rhododendron) sowie viele Pilze wachsen.